# Place Shimon-Peres
La place Shimon Peres est une voie située dans le 4e arrondissement de Paris.

## Situation et accès
Elle se situe à l'intersection de la rue Pavée et de la rue Malher.

## Origine du nom
Depuis le 11 avril 2025, elle porte le nom de Shimon Peres, ancien président de l'État d'Israël et prix Nobel de la paix.